# 홀거 한트케
홀거 한트케(독일어: Holger Handtke, 1968년~)는 독일의 배우이다.

## 작품 목록

### 영화
- 모뉴먼츠 맨 : 세기의 작전 (2014년) - 베그너 대령 역
- 발트의 낙원 (2006년)
- 러브 인 쏘트 (2004년)
- 우리 (2003년)
- 하트의 전쟁 (2002년)
- 에너미 앳 더 게이트 (2001년) - 폴러스의 보좌관 역
- 장난꾸러기 4남매 (1984년)